# Barrage de McNary
Le barrage de McNary (anglais : McNary Dam) est un barrage sur le fleuve Columbia entre l'État de Washington et celui de l'Oregon, aux États-Unis. Il est associé à une centrale hydroélectrique de 1 127 MW.
Il est nommé d'après Charles McNary.